# Svenska mästerskapen i längdskidåkning 1963
Svenska mästerskapen i längdskidåkning 1963 arrangerades i Luleå.

## Medaljörer, resultat

### Herrar
| Gren              | Guld                                                       | Guld                                                       | Silver           | Silver      | Brons            | Brons     |
| 15 km             | Ragnar Persson                                             | Föllinge IK                                                | Janne Stefansson | Sälens IF   | Assar Rönnlund   | IFK Umeå  |
| 30 km             | Ragnar Persson Assar Rönnlund                              | Föllinge IK IFK Umeå                                       | -                |             | Janne Stefansson | Sälens IF |
| 50 km             | Assar Rönnlund                                             | IFK Umeå                                                   | Sture Grahn      | Lycksele IF | Sixten Jernberg  | Lima IF   |
| Stafett 3 x 10 km | IFK Mora (Karl-Åke Asph, Lennart Olsson, Bjarne Andersson) | IFK Mora (Karl-Åke Asph, Lennart Olsson, Bjarne Andersson) |                  |             |                  |           |
| Lagtävling 15 km  | IFK Mora                                                   | IFK Mora                                                   |                  |             |                  |           |
| Lagtävling 30 km  | Sälens IF                                                  | Sälens IF                                                  |                  |             |                  |           |
| Lagtävling 50 km  | Lycksele IF                                                | Lycksele IF                                                |                  |             |                  |           |

### Damer
| Gren             | Guld                                                    | Guld                                                    | Silver           | Silver     | Brons             | Brons         |
| 5 km             | Toini Gustafsson                                        | IFK Likenäs                                             | Britt Strandberg | Edsbyns IF | Barbro Martinsson | Skellefteå SK |
| 10 km            | Toini Gustafsson                                        | IFK Likenäs                                             | Britt Strandberg | Edsbyns IF | Barbro Martinsson | Skellefteå SK |
| Stafett 3 x 5 km | Edsbyns IF (Gun Ädel, Alice Eriksson, Britt Strandberg) | Edsbyns IF (Gun Ädel, Alice Eriksson, Britt Strandberg) |                  |            |                   |               |
| Lagtävling 5 km  | Edsbyns IF                                              | Edsbyns IF                                              |                  |            |                   |               |
| Lagtävling 10 km | Edsbyns IF                                              | Edsbyns IF                                              |                  |            |                   |               |

### Webbkällor
- Svenska Skidförbundet